# 大畑和幸
大畑 和幸（おおはた かずゆき）は、ゲームクリエイター。ゲーム開発会社株式会社ゼレオの代表取締役社長。

## 略歴
株式会社ゲームアーツにてプログラマ―としてゲーム開発に関わる。
2008年に退職後、株式会社ゼレオを設立、以後代表取締を務める。

## 作品
- ファイアーホーク（1989年、PC-88SR）プログラマ
- ぎゅわんぶらあ自己中心派 麻雀道場（1990年、メガドラ）
- 天下布武〜英雄たちの咆哮〜（1991年、メガCD）プログラマ
- ぎゅわんぶらあ自己中心派2 激闘!東京マージャンランド編（1992年、メガCD）
- グランディア（1997年、セガサターン）メインプログラマ
- グランディアデジタルミュージアム（1998年、セガサターン）メインプログラマ
- グランディアII（2000年、ドリームキャスト）プログラム統括
- グランディアエクストリーム（2002年、PS2）プログラム統括
- グランディアIII（2005年、PS2）プログラム統括
- 大乱闘スマッシュブラザーズX（2008年、Wii）プログラマ

## 関連人物
- 宮路洋一
- 宮路武